# بوب بيرغ
بوب بيرغ (بالإنجليزية: Bob Berg)‏ هو عازف ساكسفون أمريكي، ولد في 7 أبريل 1951 في بروكلين في الولايات المتحدة، وتوفي في 5 ديسمبر 2002 في أماغانزيت في الولايات المتحدة بسبب حادث مرور.

## وصلات خارجية
- بوب بيرغ على موقع IMDb (الإنجليزية)
- بوب بيرغ على موقع ميوزك برينز (الإنجليزية)
- بوب بيرغ على موقع أول ميوزيك (الإنجليزية)
- بوب بيرغ على موقع ديسكوغز (الإنجليزية)
- بوب بيرغ على موقع قاعدة بيانات الفيلم (الإنجليزية)